# Caatinga

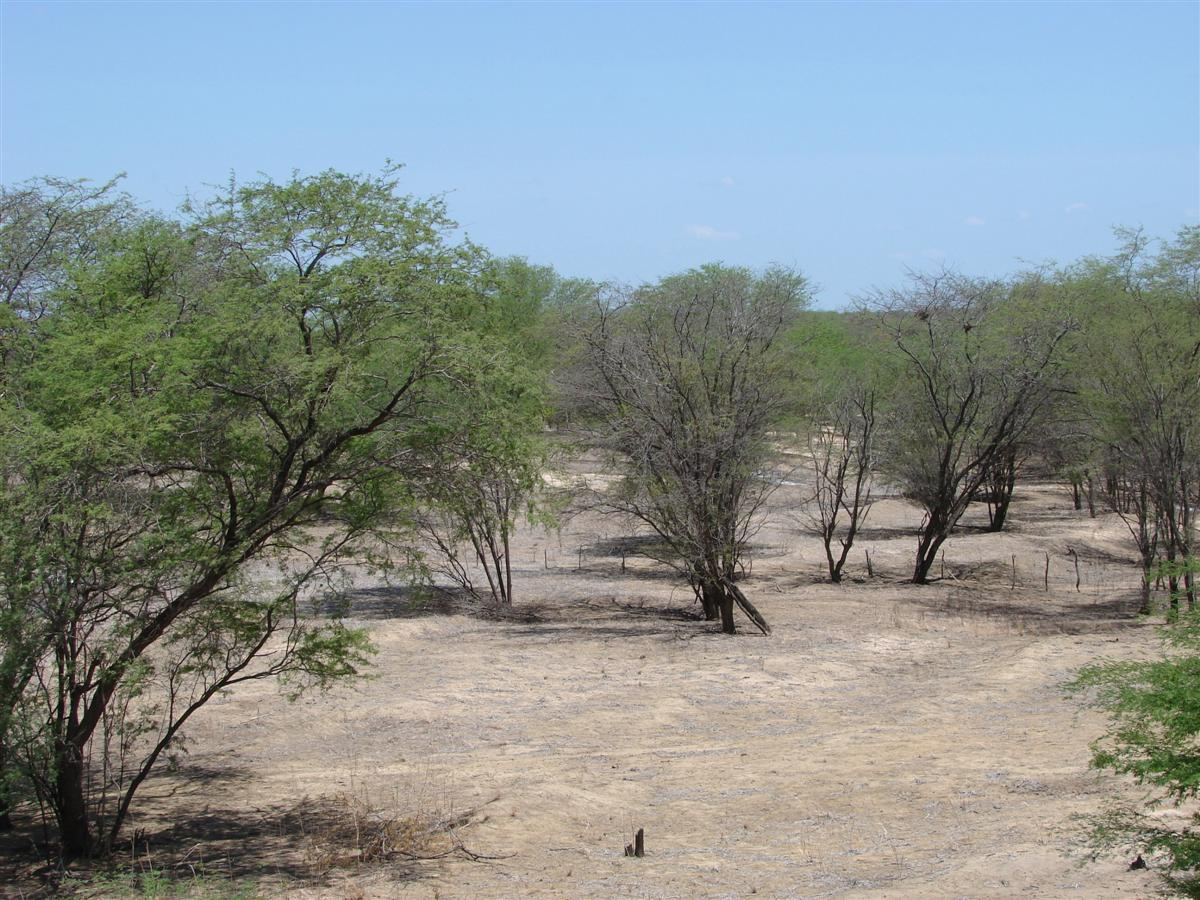
Caatinga bei Rodelas

Die Caatinga (portugiesische Aussprache: [kaaˈtʃĩɡɐ]) ist ein Typ der Dornstrauchsavanne mit hauptsächlich kleinen, dornigen, laubabwerfenden Bäumen und verschiedenen Xerophyten (u. a. Kakteen) des Sertão im nordöstlichen Teil von Brasilien. Der Name Caatinga ist ein indianisches Wort (Tupí) und bedeutet weißer Wald oder weiße Vegetation (kaa „Wald“, Vegetation; tínga „weiß“). Sie bedeckt etwa 700.000 Quadratkilometer und ist damit rund doppelt so groß wie Deutschland. Die Caatinga hat ein semiarides Klima mit durchschnittlichen Jahrestemperaturen von ungefähr 28 °C. Sie hat einen sehr heißen und trockenen Südwinter und einen gering weniger heißen und regnerischen Südsommer. Die Flüsse der Caatinga führen nur während eines regnerischen Sommers Wasser und an einigen Orten trocknen sogar die großen Ströme während des trockenen Winters aus. Die Vegetation besteht hauptsächlich aus Sträuchern, die gegen Dürre beständig sind.

## Lage

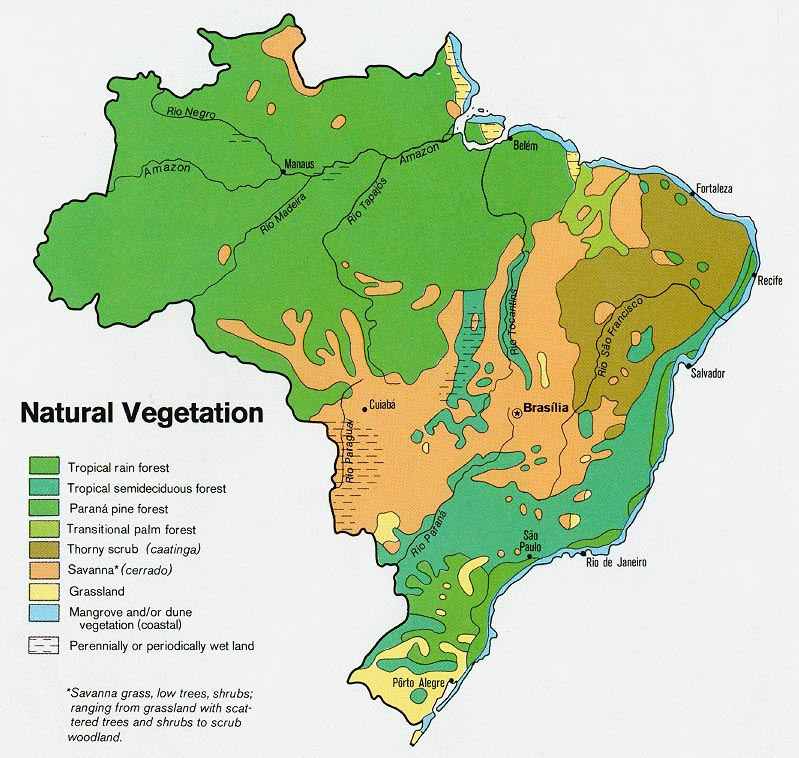
Ausdehnung der Caatinga (olivgrün)

Die Caatinga umfasst den Nordostteil von Brasilien und liegt in acht Bundesstaaten nahe der Atlantikküste: Piauí, Ceará, Rio Grande do Norte, Paraíba, Pernambuco, Alagoas, Sergipe und Bahia. Die Caatinga berührt die Großstädte Fortaleza, Recife und Salvador da Bahia. Die südliche Hälfte der Caatinga ist von feuchtem tropischem Wald durchsetzt.

## Klima

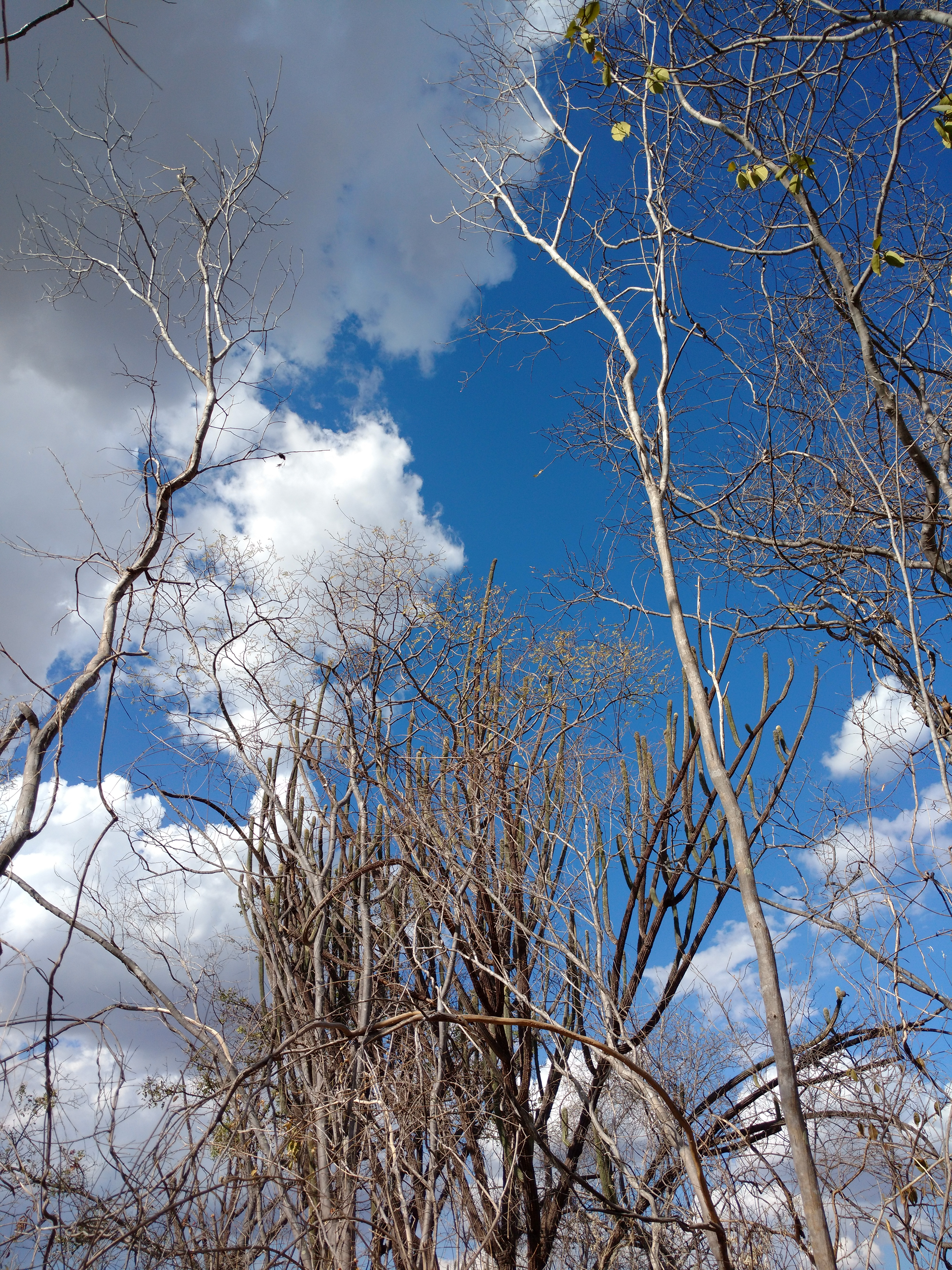
Trockenzeit

In der Caatinga gibt es nur zwei unterscheidbare Jahreszeiten, den heißen und trockenen Winter und den heißen und regnerischen Sommer (3-monatige Regenzeit). Während der trockenen Winterperioden gibt es kein Laub oder Unterholz. Die Vegetation ist sehr trocken und die Wurzeln fangen an, die Oberfläche des steinigen Bodens zu durchdringen.
Dies dient zum Aufsaugen von Wasser, bevor es verdunstet. Alle Bäume werfen das Laub ab, um die Menge des Wassers zu vermindern, das durch Atmung verloren geht. Während der Spitzenzeiten der Dürre kann der Boden der Caatinga Temperaturen von bis zu 60 °C erreichen. Mit dem vielen abgestorbenen Laub und Unterholz bietet die Caatinga im Winter den Anblick unbewohnbaren Öd- oder Wüstenlandes.
Die Dürre endet für gewöhnlich mit dem Jahresende und mit dem neuen Jahr beginnt es zu regnen. Mit dem Kommen des Regens beginnt sich das Grau der Wüstenlandschaft in ein viel grüneres Land umzuwandeln. Kleine Pflanzen fangen an, im jetzt feuchten Boden zu wachsen und die Bäume treiben aus. Das Wasser beginnt in den ausgetrockneten Flüssen zu fließen.

## Bevölkerung

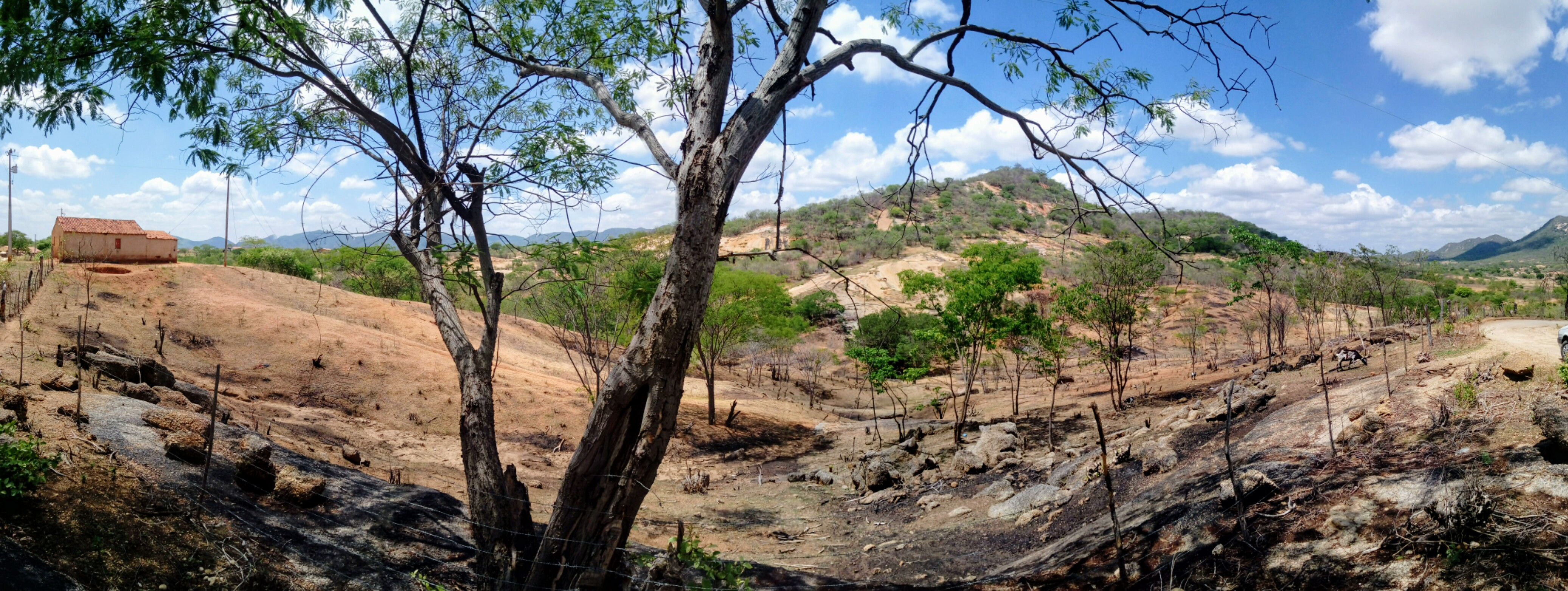
Gehöft mit Ziegenhaltung in den Weiten der Caatinga, Lagoa

Die Bevölkerung der Caatinga nutzt viele Pflanzenarten der Region. Palmen sind für die Wirtschaft in Nordostbrasilien sehr wichtig. Die Leute dieser Region gewinnen Öl aus den Babassu-, Carnaúba-, Tucúm- und Macaúbapalmen. Viele Bäume werden auch als Bauholz oder auch für medizinische Zwecke benutzt.
Die Bevölkerung des Nordostens ist die ärmste in Brasilien. Viele Menschen überleben auf der Grundlage der kargen Vegetation der Caatinga. Ein sehr großer Teil der Bevölkerung verdient mehr als die Hälfte ihres geringen Einkommens mit der Ressourcengewinnung aus der Vegetation. Der Caraibawald ist durch das Abholzen für die Bauholzgewinnung dezimiert worden. Dies wird auch als Ursache für die Gefährdung der Spixaras (Cyanopsitta spixii) angesehen.
Bis heute populäre historische Gestalten waren die Cangaceiros, die vom Raub an der wohlhabenderen Bevölkerung lebten.

## Landwirtschaft

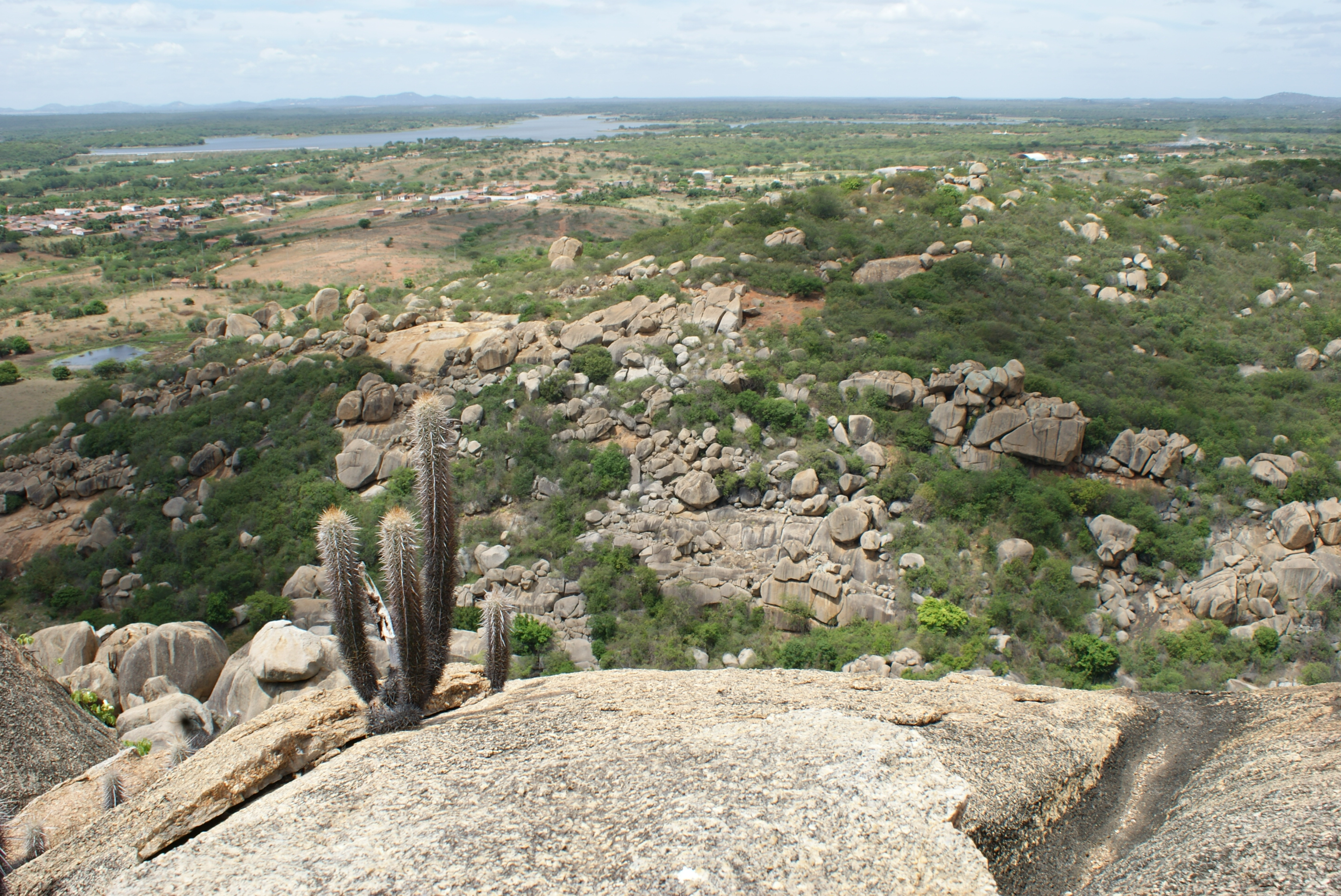
Landschaft mit unterschiedlicher Vegetation und Landwirtschaft in der Ebene

Einige Gegenden der Caatinga haben sehr fruchtbaren Boden. Die Einwohner pflanzen Früchte im fruchtbaren Boden für die eigene Ernährung und den Export. Einige Regionen werden bewässert, wie das Tal des Rio São Francisco. Der dadurch entstehende Nutzen für die Landwirte wird durch die Versalzung des Bodens bedroht, da das Land mit salzigem Wasser bewässert wird. Die Region um den São Francisco exportiert zurzeit Weintrauben, Papayas, Mangos und Melonen auf den Weltmarkt.
Durch zu intensive Landwirtschaft und exzessiven Verbiss durch Vieh wird die natürliche Vegetation negativ beeinflusst. Abholzung zur Gewinnung von Brennstoff oder Holzkohle reduziert die Vegetation. Die Kombination aus Dürre und Fehler in der Landwirtschaft werden zu einer Bedrohung. Versalzung und Verwüstung des Bodens schreiten stark voran.

## Vegetation

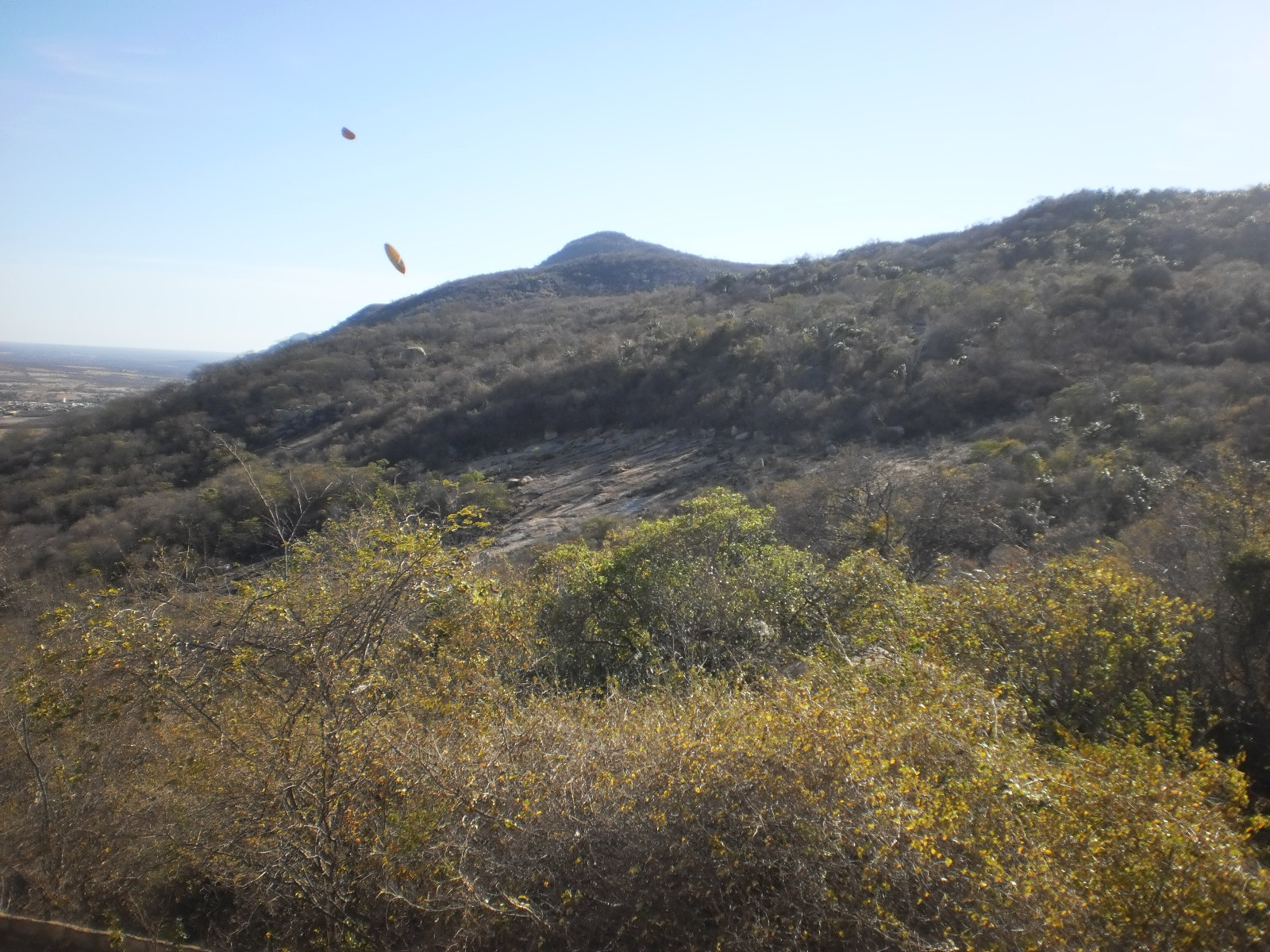
Caatinga in der Serra de Patu

Die Caatinga kann nach Vegetationsarten in acht unterschiedliche Bereiche getrennt werden:
- Der Caatingawald hat laubwechselnde tropische breitblättrige Bäume. Das Blätterdach deckt 60 % des Bodens. Diese Art der Vegetation trifft man in den feuchteren Bereichen mit mehr Niederschlag an.
- Der baumbewachsene Bereich ist ein Bereich, der hauptsächlich aus Sträuchern mit einigen Bäumen besteht. Die Vegetation bedeckt weniger als 60 % des Bodens.
- Der baum- und gestrüppbewachsene Bereich der geschlossenen Caatinga besteht aus Wald mit einer geschlossenen Strauchdecke. Die Vegetation bedeckt weniger als 60 % des Bodens.
- Der offene baum- und gestrüppbewachsene Bereich ist im Vergleich zu oben mit mehr Sträuchern und Kakteen bewachsen.
- Die geschlossene strauchbewachsene Caatinga hat fast keine Bäume.
- Die offenen strauchbewachsenen Caatingabereiche treten auf flachem und teils felsigem Boden auf; dieser Bereich enthält Bäume, Kakteen und Bromelien.
- Die Caatinga-Savanne besteht aus Gestrüpp mit wenigen Bäumen.
- Die felsige Caatinga-Savanne hat eine Bodendeckung von weniger als 10 % und besteht aus tropischen Sträuchern, die aus Spalten im felsigen Boden wachsen.

## Siehe auch

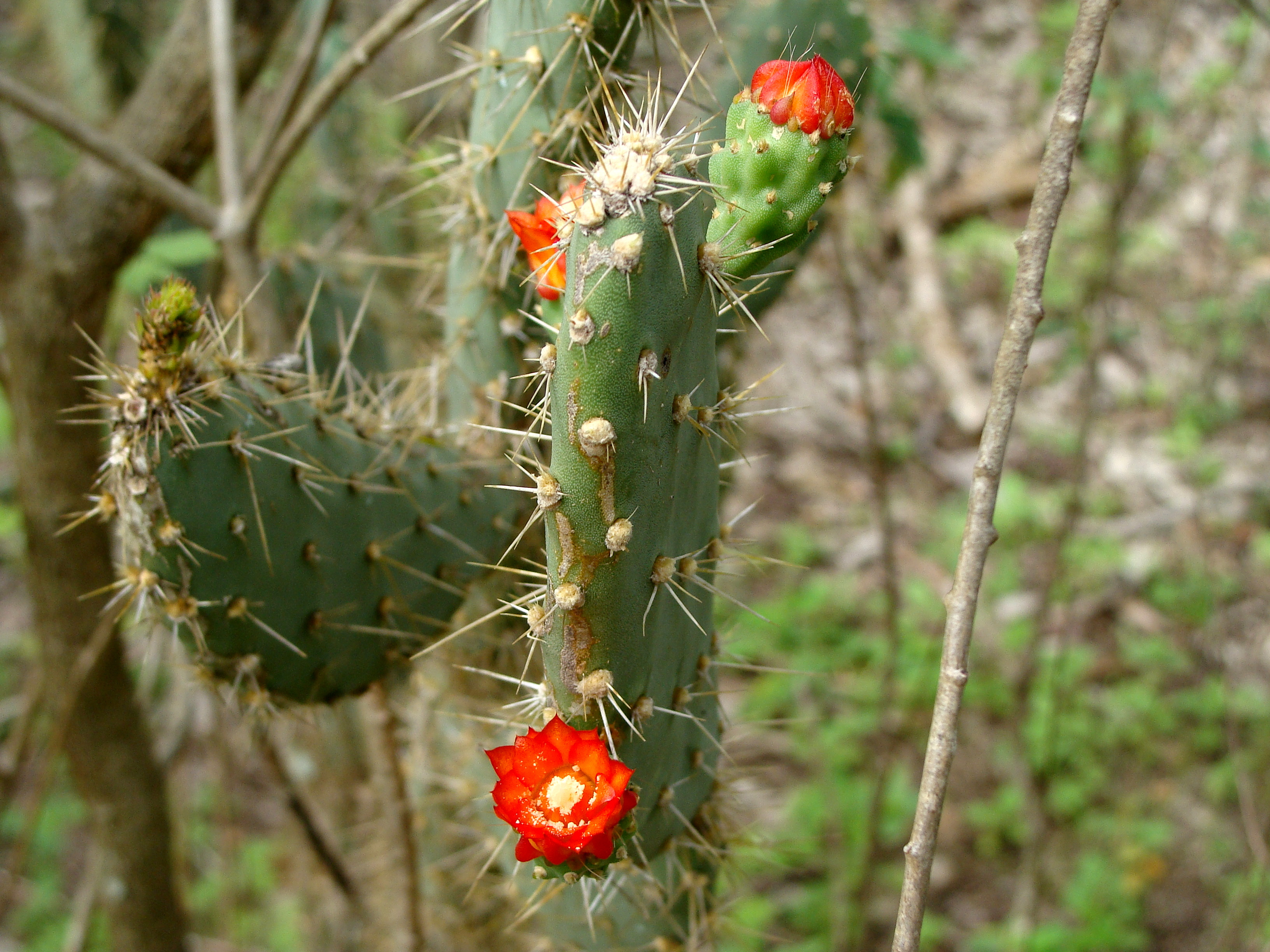
Tacinga palmadora